# 月月火水木金金
《月月火水木金金》是大日本帝國海軍的一首軍歌。在日文中一週是以七曜來表示，也就是日、月、火、水、木、金、土。這首軍歌歌名的意義代表著一週七天並沒有所謂的星期六和星期日，慣用表現為「星期六、日也要工作」（土日返上で働く）的意思。

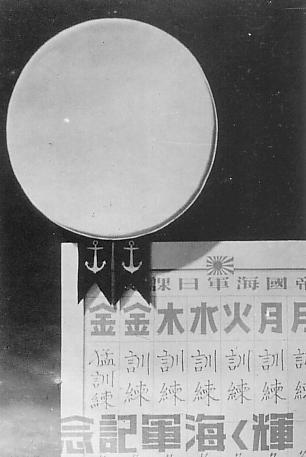
大日本帝國海軍日課表上的月月火水木金金

以下主要說明的是第二次世界大戰之前的日本軍歌《月月火水木金金》。

## 由來
- 最初由大日本帝國海軍開始使用。大日本帝國海軍於日俄戰爭勝利後，因「束緊勝利之兜的系帶（勝って兜の緒を締めよ）」在休日中仍然進行猛烈操練，有部分海軍士官向同僚說出「這樣不就是星期一一二三四五五嗎（これでは、まるで月月火水木金金じゃないか）」。這句話很快就在海軍中廣為流傳，該語氣看來就令「月月火水木金金」流露著海軍精神，而一般來說其意味是在猛烈操練下想退縮的海軍官兵自嘲之開端。
- 於第二次世界大戰中，本曲有讚美勤務的意味，因此在日本民間廣泛地使用。

## 軍歌
- 根據上述所記敘成為日本的軍歌。作詞者為每日在海上艦隊勤務工作且像其他日本軍艦上的男兒勇渡太平洋的高橋俊策，而作曲為海軍軍樂隊出身的江口源吾（江口夜詩）。
- 該曲在1940年（昭和15年）11月，作為海軍省海軍軍事普及部推薦曲由內田榮一主唱並由Polydor Records發售，但據說當時並不暢銷。但是，由於日本放送協會職員偶然錯誤播放成為契機，令本曲瞬間成為流行歌並在日本民間廣為認識而成為逸話。
- 若山彰、伊藤久男亦有演奏過本曲。別名「艦隊勤務」（在JASRAC數據庫中，「月月火水木金金」為正式題名，而「艦隊勤務」則是副題）。
- 現在為海上自衛隊所演奏的樂曲之一。
- 為富士電視系綜藝節目主題的原譜換詞歌中有名，但在初期亦是使用該曲的原譜換詞。再者，為The Drifters（ザ・ドリフターズ）擅長的軍歌，並也唱著該曲。

## 其他
- 在波麗佳音發售的鴨子圓舞曲中（作詞：横尾嘉信／作曲：横尾嘉信／歌：），雖然歌詞含有「月月火水木金土」，但與此曲的表演方式有不少差異。

## 外部連結
- （日語）
- YouTube試聽：月月火水木金金